# یالانی بایو
یالانی بایو (انگلیسی: Yalany Baio؛ زادهٔ ۱۰ اکتبر ۱۹۹۴) بازیکن فوتبال اهل پرتغال است.
از باشگاه‌هایی که در آن بازی کرده‌است می‌توان به باشگاه فوتبال اسپارتا روتردام و تیم ملی فوتبال گینه اشاره کرد.
وی همچنین در تیم ملی فوتبال زیر ۱۸ سال پرتغال بازی کرده‌است.